# Sleaford Town FC
Sleaford Town FC is een Engelse voetbalclub afkomstig uit Sleaford, die in 1923 is opgericht. De club speelt anno 2020 in de United Counties Football League.

## Erelijst
- United Counties League Division One (1) : 2005-2006

## Records
- Beste prestatie FA Cup : Eerste kwalificatie ronde, 2008-2009 & 2009-2010
- Beste prestatie FA Vase : Vierde ronde, 2015-2016